# ピタンガ
ピタンガ（ポルトガル語: pitanga; 学名：Eugenia uniflora）は、フトモモ科の常緑低木。ピタンガとはブラジル先住民族の言葉の一つであるトゥピ語で〈赤い〉を意味する pi'tãg に由来する。別名としてスリナム・チェリー（英語: Surinam cherry）、ブラジリアン・チェリー（英: Brazilian cherry）、カイエン・チェリーなどがある。果物として食用に利用される。南米の熱帯地方原産。
同じブラジリアン・チェリーという別名を持つ熱帯果樹に Hymenaea courbaril があるが、こちらはマメ科なので近縁種でもない。
また、和名の一つであるカボチャアデクとは、果実の形がカボチャに似ることによる。

## 特徴
成長は遅く、最大で8mほどの高さになる。葉は光沢のある緑でやや赤みを帯びる。この葉にはピタンギーナという成分が含まれ、キニーネの代用とされる。白色の花は芳香があり、直径2-3cmほどのカボチャのような形状の果実が年に数回つく。果実は成熟していないと松脂のような匂いが強いが、熟して赤くなるにつれ甘さが増す。ビタミンC、リン、カルシウムを含み、生食の他、ジュース、ジャム、ゼリー、アイスクリーム、果実酒などにも加工される。果皮が薄く保管に向いておらず、日本まで輸送されることはまずない。

## 繁殖力
熱帯では庭木や生垣用によく植えられる。実生で容易に増やすことが出来る為、バミューダ諸島では手に負えないほど繁殖し、日本でも沖縄などで着々と増えている。同じフトモモ科には世界の侵略的外来種ワースト100で要注意外来生物に指定されているテリハバンジロウ(ストロベリーグアバ)があり、他にもユーカリやレンブなどの繁殖が近年目立つようになってきた。ピタンガも熱帯原産とはいえ-3℃までの耐寒性があり、病害虫や乾燥にも強い為、本州でも温暖な地域での普及が予想される。

## 諸言語における呼称
- インドネシア語: asam selong[1]
- 英語: Surinam cherry, Brazilian cherry[1]
- ポルトガル語: pitanga[1]
- マレー語: cermai belanda[10] - 文字通りには〈オランダのアメダマノキ（Phyllanthus acidus）〉を意味する。